# Babij Jar

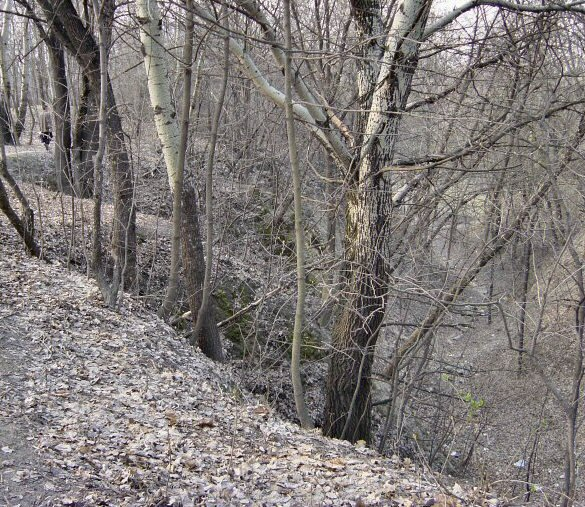
Ravinen Babij Jar i april 2003.

Babij Jar (ukrainska: Бабин Яр, Babyn Jar, ryska: Бабий Яр, Babij Jar) är en ravin i västra utkanten av Kiev i Ukraina. Ravinen var platsen för flera massavrättningar under andra världskriget. Den mest kända ägde rum 29–30 september 1941, då 33 771 ukrainska judar sköts ihjäl av nazityska Einsatzgruppen. Totalt beräknas mer än 100 000 människor ha mördats i Babij Jar under kriget.

## Bakgrund
Den 19 september 1941 erövrades Kiev av XXIX. Armeekorps som tillhörde 6. Armee under Walter von Reichenau. I samband med ockupationen utsågs generalmajor Kurt Eberhard till stadskommendant, och personal ur Einsatzgruppe C började anlända till området. Några dagar efter tyskarnas erövring av Kiev utförde den sovjetiska säkerhetstjänsten NKVD en rad sabotage som förstörde flera viktiga byggnader som nyttjades av den tyska militärförvaltningen och Wehrmacht. Både militärer och civilister dödades vid dessa aktioner. I Kiev fanns då runt 50 000 judar kvar, huvudsakligen äldre män, kvinnor och barn.
Den 27 september 1941 höll de tyska ockupanterna ett möte, vid vilket beslutades att Kievs judiska befolkning skulle förintas som vedergällning för de av NKVD förövade sabotagen. Närvarande vid mötet var Högre SS- och polischefen för Russland-Nord, SS-Obergruppenführer Friedrich Jeckeln, befälhavaren för Einsatzgruppe C, SS-Brigadeführer Otto Rasch, befälhavaren för Sonderkommando 4a inom Einsatzgruppe C, SS-Standartenführer Paul Blobel och stadskommendanten, generalmajor Kurt Eberhard. Blobels Sonderkommando 4a beordrades att verkställa massavrättningarna.

## Massakern i september 1941

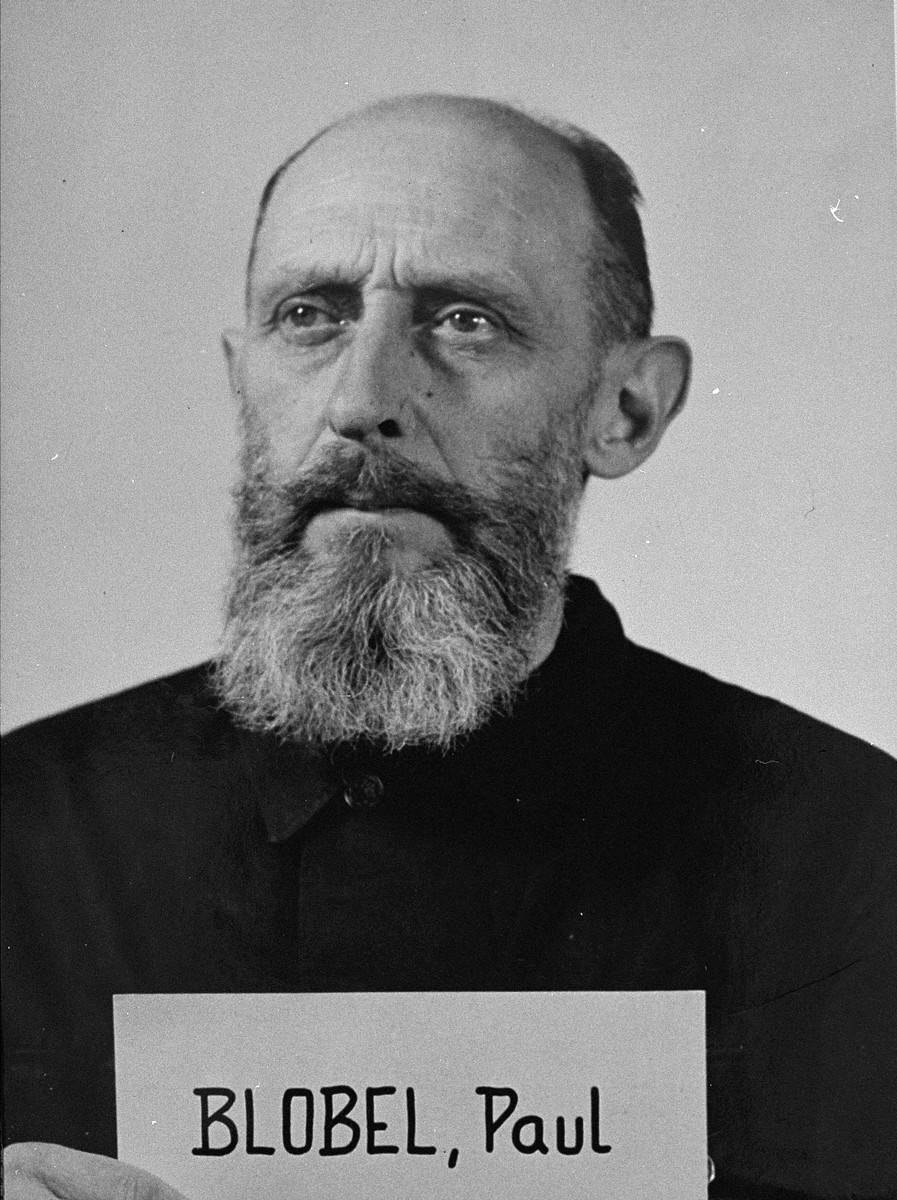
SS-Standartenführer Paul Blobel (här fotograferad år 1947) var ansvarig för massakern i Babij Jar.

Massakern förkläddes av de ansvariga till en evakuering och den 28 september 1941 förkunnades att Kievs judar skulle evakueras. De skulle infinna sig vid järnvägsstationen och ha med sig varma kläder, persondokument, pengar och värdesaker. De personer som infann sig fördes ur staden och till ravinen där de tvingades att klä av sig och sedan avrättades med maskingevär. Under två dagar, 29 och 30 september 1941, mördades vid Babij Jar 33 771 ukrainska judar. Delaktiga i massmorden var även enheter ur Wehrmacht, Geheime Feldpolizei, Ordnungspolizei samt ukrainska milismän. Offren arkebuserades och begravdes i ravinen. Deras tillhörigheter delades ut till befolkningen i Kiev. Två personer undkom massmordet, varav den ena var den unga skådespelerskan Dina Pronitjeva. 
Paul Blobel återvände i juli 1943 för att leda Aktion 1005 med uppgiften att gräva upp de mördades kroppar och bränna dem på stora likbål för att förinta alla spår efter massakern. 
Massakern utgör tema för Jevgenij Jevtusjenkos dikt "Babi Jar" som även har använts i Dmitrij Sjostakovitj Symfoni nr 13 "Babij Jar".

## Rättsprocesser

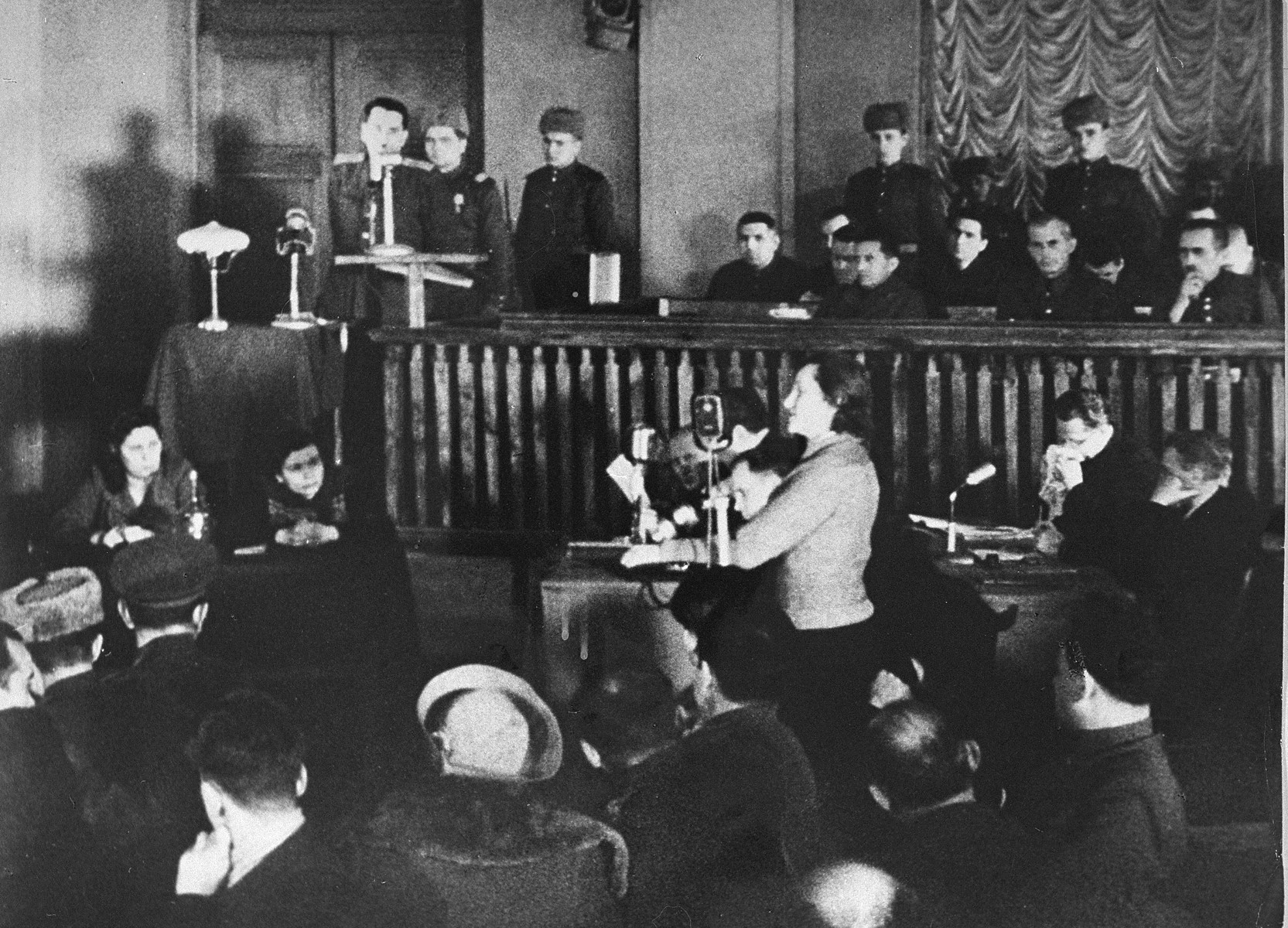
Dina Pronitjeva vittnar vid rättegången 1946.

Efter kriget ställdes Paul Blobel inför rätta vid den så kallade Einsatzgruppenrättegången 1947–1948 inom ramen för Nürnbergrättegångarna. Tjugofyra höga SS-officerare verksamma inom de fyra nazistiska Einsatzgruppen stod åtalade för krigsförbrytelser och brott mot mänskligheten samt för att ha varit medlemmar i kriminella organisationer, som till exempel Gestapo och Sicherheitsdienst. Blobel dömdes till döden för krigsförbrytelser och brott mot mänskligheten och avrättades genom hängning 1951.
I Callsen-processen, uppkallad efter SS-officeren Kuno Callsen, dömdes åtta medlemmar, förutom Callsen, bland andra Kurt Hans och Adolf Janssen, i Sonderkommando 4a till långa fängelsestraff vid Landgericht Darmstadt 1968. I maj 1971 inleddes i Regensburg en rättsprocess mot Martin Besser, Engelbert Kreuzer och Fritz Forberg för medhjälp till massmord, men redan efter två respektive tre dagar lades åtalet mot Besser och Forberg ned. Engelbert Kreuzer stod även anklagad för 40 000 mord och dömdes skyldig i augusti 1971 och fick fängelse i sju år, bland annat för medhjälp till massmorden i Babij Jar. Kreuzer dömdes även för medverkan vid massmord i Berdytshiv, Khorol, Slavuta, Sjepetovka, Sudylkov och Vinniza. Däremot ställdes ingen av officerarna ur Wehrmacht, som deltog i förberedelserna, genomförandet och döljandet av massakern, inför domstol.

## Minnesceremoni av Babij Jar-massakern 2016
Till minne av Babij Jar-massakern hölls 2016 en stor ceremoni i Kiev. Den ukrainska staten arrangerade seminarier och filmvisningar och andra kringevenemang. Internationella gäster var inbjudna bland andra israeliska presidenten Reuven Rivlin, som i sitt tal i ukrainska parlamentet påminde om ukrainares delaktighet. Han sa bland annat så här i sitt tal: “Many collaborators to the crimes were Ukrainians. And among them, the fighters of the OUN — who mocked the Jews, killed them, and in many cases handed them over to the Germans — particularly distinguished themselves.”